# Valmeinier
Valmeinier – miejscowość i gmina we Francji, w regionie Rodan-Alpy, w departamencie Sabaudia.
Według danych na rok 2018 gminę zamieszkiwały 544 osoby, a gęstość zaludnienia wynosiła 10 osób/km² (wśród 2880 gmin regionu Rodan-Alpy Valmeinier plasuje się na 1371. miejscu pod względem liczby ludności, natomiast pod względem powierzchni na miejscu 59.).

## Demografia
Ludność według grup wiekowych:
| Wiek            | 2007 | %    | 2012 | %    | 2017 | %    |
| --------------- | ---- | ---- | ---- | ---- | ---- | ---- |
| 0 - 14 lat      | 110  | 21,4 | 75   | 16,3 | 65   | 12,7 |
| 15 - 29 lat     | 116  | 22,6 | 128  | 27,7 | 146  | 28,3 |
| 30 - 44 lat     | 141  | 27,5 | 120  | 26,1 | 120  | 23,3 |
| 45 - 59 lat     | 87   | 17   | 88   | 19,2 | 108  | 21   |
| 60 - 74 lat     | 48   | 9,4  | 35   | 7,6  | 55   | 10,6 |
| 75 lat i więcej | 10   | 2    | 15   | 3,2  | 21   | 4,1  |

Ludność historyczna:
| Rok                             | 1982 | 1990 | 1999 | 2007 | 2012 | 2017 | 2018 |
| ------------------------------- | ---- | ---- | ---- | ---- | ---- | ---- | ---- |
| Populacja                       | 105  | 257  | 395  | 511  | 460  | 515  | 544  |
| Średnia gęstość (mieszk. / Km²) | 1,9  | 4,7  | 7,3  | 9,4  | 8,5  | 9,5  | 10   |

## Lawina śnieżna
W lawinie w dniu 11 marca 2009 roku zginęły 4 osoby. Podano, że była to grupa uczniów w towarzystwie przewodnika.